# Robert G. Gallager
Robert Gray Gallager (né le 29 mai 1931) est un ingénieur électricien américain connu pour ses travaux sur la théorie de l'information et les réseaux de communication. Pendant la majeure partie de sa carrière, il est professeur de génie électrique et d'informatique au Massachusetts Institute of Technology.

## Biographie
Gallager obtient un diplôme BSEE de l'Université de Pennsylvanie en 1953. Il est membre du personnel technique des Laboratoires Bell en 1953-1954, puis sert dans le US Signal Corps de 1954 à 1956. Il retourne aux études supérieures au Massachusetts Institute of Technology (MIT) et obtient le diplôme SM en 1957 et Sc. D. en 1960 en génie électrique. Il est membre du corps professoral du MIT en 1960, où il est codirecteur du Laboratoire des systèmes d'information et de décision de 1986 à 1998, nommé professeur Fujitsu en 1988 et professeur émérite en 2001. Il est professeur associé invité à l'Université de Californie à Berkeley en 1965 et professeur invité à l'École Nationale Supérieure des Télécommunications de Paris en 1978.
Sa thèse sur les codes de contrôle de parité à faible densité, est publiée par le MIT Press sous forme de monographie en 1963. Les codes, restés utiles pendant plus de 50 ans, sont parfois appelés « codes Gallager ». Une version abrégée parait en janvier 1962 dans l'IRE Transactions on Information Theory et republiée dans le volume IEEE Press de 1974, Key Papers in The Development of Information Theory, édité par Elwyn Berlekamp. Cet article remporte un Golden-Jubilee Paper Award de l'IEEE Information Theory Society en 1998 et son sujet est aujourd'hui un domaine de recherche très actif. L'article de Gallager de janvier 1965 dans le IEEE Transactions on Information Theory, "A Simple Derivation of the Coding Theorem and some Applications", remporte le IEEE WRG Baker Award 1966 "pour l'article le plus remarquable, rapportant un travail original, dans les transactions, journaux et magazines" et remporte également un autre Golden-Jubilee Paper Award de l'IEEE Information Theory Society en 1998. Son livre, Information Theory and Reliable Communication, Wiley 1968, place la théorie de l'information sur une base mathématique solide et est toujours considéré par beaucoup comme le manuel standard de théorie de l'information.
Gallager est consultant pour Melpar, et pour Codex Corporation lors de sa création en 1962 et en est vice-président par intérim pour la recherche en 1971-1972. Son travail (avec celui de Dave Forney, membre du corps professoral du MIT) sur la modulation d'amplitude en quadrature conduit aux modems à 9 600 bit/s qui assurent le succès commercial du Codex. Il est également  consultant pour le laboratoire Lincoln du MIT et un certain nombre d'autres sociétés. Il obtient cinq brevets pour ses inventions.
Au milieu des années 1970, les recherches de Gallager se déplacent vers les réseaux de données, en se concentrant sur les algorithmes distribués, le routage, le contrôle de la congestion et les techniques d'accès aléatoire. Data Networks, Prentice Hall, publié en 1988, avec une deuxième édition en 1992, co-écrit avec Dimitri Bertsekas, contribue à fournir une base conceptuelle pour ce domaine.
Dans les années 1990, les recherches de Gallager se tournent vers la théorie de l'information et les processus stochastiques. Il écrit un manuel en 1996, Discrete Stochastic Processes. Les intérêts actuels de Gallager portent sur la théorie de l'information, la communication sans fil, tous les réseaux optiques, les réseaux de données et les processus stochastiques. Le manuel de Gallager, Principles of Digital Communication, est publié par Cambridge University Press en 2008.
Gallager est élu membre de l'Académie nationale d'ingénierie des États-Unis (NAE) en 1979 pour ses contributions à la théorie et à la pratique du codage et des communications. Il est également élu Fellow de l'IEEE en 1968, membre de la National Academy of Sciences (NAS) en 1992 et Fellow de l'American Academy of Arts and Sciences (AAAS) en 1999. Il est président de l'IEEE Information Theory Society en 1971, membre de son conseil des gouverneurs de 1965 à 1972 et de nouveau de 1979 à 1988. Il est président du comité consultatif de la Division de la recherche et de l'infrastructure des réseaux et des communications de la Fondation nationale pour la science de 1989 à 1992.
Il reçoit le Prix Claude-Shannon de l'IEEE Information Theory Society en 1983. Il reçoit également la médaille du centenaire de l'IEEE en 1984, la médaille d'honneur de l'IEEE en 1990 « Pour ses contributions fondamentales aux techniques de codage des communications », le prix Marconi en 2003 et le prix Dijkstra en 2004, entre autres distinctions.
Il reçoit le prix d'enseignement du MIT Graduate Student Council en 1993. En 1999, il reçoit le prix Harvey de l'American Society for the Technion – Israel Institute of Technology. En 2020, il reçoit le Prix du Japon.